# Episodi di Balthazar (terza stagione)
La terza stagione della serie televisiva Balthazar, composta da 8 episodi, è stata trasmessa in prima visione in Belgio dal 10 novembre al 1º dicembre 2020 su La Une, mentre in Francia dal 12 novembre al 17 dicembre 2020 su TF1. 
In Italia, la stagione è stata trasmessa in prima visione da Fox Crime, canale a pagamento della piattaforma Sky, dal 7 al 28 gennaio 2021.
| n° | Titolo originale | Titolo italiano  | Prima TV Belgio  | Prima TV Italia |
| -- | ---------------- | ---------------- | ---------------- | --------------- |
| 1  | Paradis Perdu    | Paradiso perduto | 10 novembre 2020 | 7 gennaio 2021  |
| 2  | Vendredi treize  | Venerdì 13       | 10 novembre 2020 | 7 gennaio 2021  |
| 3  | Dos au mur       | Spalle al muro   | 17 novembre 2020 | 14 gennaio 2021 |
| 4  | Contre tous      | Free fighting    | 17 novembre 2020 | 14 gennaio 2021 |
| 5  | Un autre monde   | Mondo parallelo  | 24 novembre 2020 | 21 gennaio 2021 |
| 6  | L'enfant         | Il ragazzino     | 24 novembre 2020 | 21 gennaio 2021 |
| 7  | A la folie       | Follia           | 1º dicembre 2020 | 28 gennaio 2021 |
| 8  | Noces rouges     | Nozze rosse      | 1º dicembre 2020 | 28 gennaio 2021 |

## Paradiso perduto
- Titolo originale: Paradis perdu
- Diretto da: Fréderic Berthe
- Scritto da: Soiliho Bodin, Marion Carnel, Sylvain Caron, Nicolas Clément, Julie-Anna Grignon e Clothilde Jamin

### Trama
Balthazar ha lasciato il suo laboratorio, si è reso irreperibile e per sei mesi ha navigato in solitaria su una barca a vela per dimenticare i recenti drammatici eventi, legati al suo tentativo di scoprire chi uccise la sua fidanzata Lise. Sbarcato su un'isola al largo della Bretagna, decide di trascorrervi la notte ma trova un cadavere carbonizzato e lo esamina. Helene lo rintraccia e lo raggiunge per risolvere il caso.

## Venerdì 13
- Titolo originale: Vendredi treize
- Diretto da: Mona Achache
- Scritto da: Soiliho Bodin, Marion Carnel, Sylvain Caron, Nicolas Clément, Julie-Anna Grignon, Clothilde Jamin

### Trama
Mentre si prepara a raggiungere Helene per analizzare il cadavere di un giovane, Balthazar deve soccorrere una donna dal volto insanguinato che riferisce di essere stata appena aggredita. Dalle indagini emerge un collegamento tra i due eventi.

## Spalle al muro
- Titolo originale: Dos au mur
- Diretto da: Mona Achache
- Scritto da: Soiliho Bodin, Marion Carnel, Sylvain Caron, Nicolas Clément, Julie-Anna Grignon, Clothilde Jamin

### Trama
Balthazar e Helene sono andati a forte velocità con l'auto di Balthazar e vengono arrestati. All'interno del baule viene trovato un giovane uomo gravemente ferito. Interrogati dalla polizia, Balthazar e Helene ricostruiscono gli eventi che li hanno portati all'arresto.

## Free fighting
- Titolo originale: Contre tous
- Diretto da: Frédéric Berthe
- Scritto da: Nicolas Clément, Clélia Constantine, Julie-Anna Grignon e Clothilde Jamin

### Trama
Balthazar esamina il corpo di una donna trovata morta e nuda in una cappella, e nella sua borsetta c'è il DNA che collega il suo omicidio alla morte di altre due donne nei mesi precedenti.

## Mondo parallelo
- Titolo originale: Un autre monde
- Diretto da: Camille Delamarre
- Scritto da: Marion Carnel, Sylvain Caron, Nicolas Clément, Julie-Anna Grignon e Clothilde Jamin

### Trama
Balthazar esamina i cadaveri di un ladro e di una medium. Spinto ad una riflessione sulla sua vita e i demoni che la turbano, si ritrova a vivere due giornate in un mondo parallelo in cui ritrova viva la sua fidanzata Lise.

## Il ragazzino
- Titolo originale: L'enfant
- Diretto da: Camille Delamarre
- Scritto da: Soiliho Bodin, Marion Carnel, Sylvain Caron, Nicolas Clément, Julie-Anna Grignon e Clothilde Jamin

### Trama
Helene e Balthazar sono alla ricerca di un bambino scomparso, che è stato ripreso con la faccia insanguinata dalle telecamere di un magazzino. I due si recano in casa sua dove trovano il cadavere della madre, ma scoprono che in realtà la donna morta non è la mamma del ragazzino.

## Follia
- Titolo originale: A la folie
- Diretto da: Mona Achache
- Scritto da: Clothilde Jamin, Marion Carnel, Soiliho Bodin, Syvain Caron, Clélia Constantine, Nicolas Clément e Julie-Anna Grignon

### Trama
Balthazar esamina il cadavere di un uomo che galleggia in una piscina. Il sospettato viene individuato: è un clown, che sfida la polizia trasmettendo su Internet i video dell'omicidio.

## Nozze rosse
- Titolo originale: Noces rouges
- Diretto da: Vincent Jamain
- Scritto da: Clothilde Jamin, Marion Carnel, Sylvain Caron, Nicolas Clément e Julie-Anna Grignon

### Trama
Mentre Balthazar si prepara per il matrimonio con Maya, Janvier riesce a evadere mentre viene condotto a deporre in tribunale. Mentre la polizia è impegnata nelle ricerche, Helene e Delgado proseguono le indagini sul misterioso passato di Maya.